# Donkey Kong Bananza
Donkey Kong Bananza is een computerspel dat is ontwikkeld en uitgegeven door Nintendo voor de Switch 2. Het platformspel is wereldwijd verschenen op 17 juli 2025.
Bananza is de eerste grote speltitel in de Donkey Kong-serie sinds DKC: Tropical Freeze uit 2014 voor de Wii U.

## Plot
Donkey Kong moet opnieuw op avontuur om de gouden bananen terug te krijgen, die zijn gestolen door een groep baldadige aapjes.

## Gameplay
In het openwereldspel kan de speler levels verkennen, missies voltooien, vijanden uitschakelen en voorwerpen verzamelen. Daarbij is er een nieuw spelelement toegevoegd, Donkey Kong kan met zijn vuisten het terrein kapotslaan, om zo nieuwe wegen en voorwerpen te ontdekken.

## Ontvangst
| Recensiescore       | Recensiescore |
| Recensieverzamelaar | Score         |
| ------------------- | ------------- |
| Metacritic          | 90%           |
| Publicist           | Score         |
| Destructoid         | 9             |
| Eurogamer           | 4/5           |
| Famitsu             | 38/40         |
| GameSpot            | 9             |
| IGN                 | 10            |
| Nintendo Life       | 9             |

Bananza ontving positieve recensies. Men prees de spelmechanica, uitdagingen, verzamelobjecten en het verhaal. Enige kritiek was er op het soms inzakken van de framesnelheid.
Op Metacritic, een recensieverzamelaar, heeft het spel een score van 90%.